# 손지인
손지인(孫智仁, 2006년 12월 23일~)은 대한민국의 리듬 체조 선수이다.